# La Madrague ou la Pêche du thon
La Madrague ou la Pêche du thon. Cet aspect est pris dans le golfe de Bandol (titre de salon), est une huile sur toile réalisée en 1755 par le peintre français Joseph Vernet. Conservée au musée national de la Marine de Paris, l'œuvre est un dépôt du musée du Louvre depuis 1943.

## Genèse de l’œuvre
C’est le troisième tableau réalisé pour la série Vues des ports de France, commandée en 1753 par le marquis de Marigny pour le roi Louis XV et exécutée entre 1754 et 1765.
Cette vue représente la côte de Bandol. Vernet y séjourne pendant quinze jours avant de rejoindre sa famille, installée à Toulon, en septembre 1754.

## Description
La scène se passe en début de journée. Une partie du premier plan est dans la pénombre, tandis que la lumière met en valeur le sujet principal : la madrague, un dispositif traditionnel de pêche au thon. Vernet montre l’organisation de cette pêche collective. Les embarcations de pêche encerclent le filet en train d’être remonté, certains pêcheurs marchent dessus pour empêcher les thons de s’échapper. Sur la gauche, des canots de plaisance observent la scène.
Le reste de la composition est calme. Au second plan on aperçoit un trois-mâts au mouillage et une tartane.

## Réception
La toile est exposée au Salon de peinture et de sculpture de 1755.